# Ameiurus platycephalus
 Ameiurus platycephalus és una espècie de peix de la família dels ictalúrids i de l'ordre dels siluriformes.

## Morfologia
Els mascles poden assolir els 29 cm de llargària total.

## Distribució geogràfica
Es troba a Nord-amèrica: des de Virgínia fins a Geòrgia.